# Procyń
Procyń – wieś w Polsce położona w województwie kujawsko-pomorskim, w powiecie mogileńskim, w gminie Mogilno.
| SIMC    | Nazwa | Rodzaj    |
| ------- | ----- | --------- |
| 0996838 | Gać   | część wsi |

## Demografia
Według Narodowego Spisu Powszechnego (III 2011 r.) liczyła 366 mieszkańców.

## Historia
Pierwsza wzmianka o wsi pochodzi z 1271 r., należała ona wówczas do kościoła kruszwickiego, któremu została podarowana przez komesa Lanchomira. W 1285 r. w czasach króla Przemysł II, biskup Jakub Świnka przekazał te dobra klasztorowi w Trzemesznie. W 1367 r. była to już własność Grzymisława, a w 1489 r. rodziny Proczyńskich.
Następnie w zapiskach majątek pojawia się dopiero na przełomie XIX i XX w., gdy stanowi dominium procyńskie wraz z majątkiem Nowawieś, o pow. 881 ha ziemi, wraz z gorzelnią parową, młynem wodnym oraz cegielnią. W połowie XIX w. wybudowano tu obecny dwór. W końcu XIX w. należał on do Ignacego Kosowskiego, a następnie do rodziny Malczewskich. W 1902 r. właścicielem był Niemiec Schneider, który przebudował dwór w 1905 r. W 1935 r. powstała tu niemiecka szkoła.
Po II wojnie światowej i przejęciu majątku przez Skarb Państwa Polskiego utworzono tu szkołę podstawową, która istniała do niedawna. W latach 50. XX w. dwór był ponownie przebudowany.
We wsi był przystanek kolejowy Procyń.
W latach 1954-1959 wieś była siedzibą gromady Procyń, po jej zniesieniu w gromadzie Gębice. W latach 1975–1998 miejscowość administracyjnie należała do województwa bydgoskiego.